# 斯旺 (澳大利亞國會選區)
斯旺選區（英語：Division of Swan）是澳大利亞西澳大利亞州的下議院選區，位於州府珀斯以南，因天鵝河命名。面積126平方公里。
選區始於1901年，是原始的七十五個國會選區之一。本區是工黨和右翼政黨（1949年前是澳大利亞國民黨，此後是自由黨）競爭的選區。2007年2022年以來當區的議員是自由黨的斯提夫·埃朗斯，2022年起則由工黨的扎拿特·馬斯卡衡赫斯接替。